# 압축 (물리학)

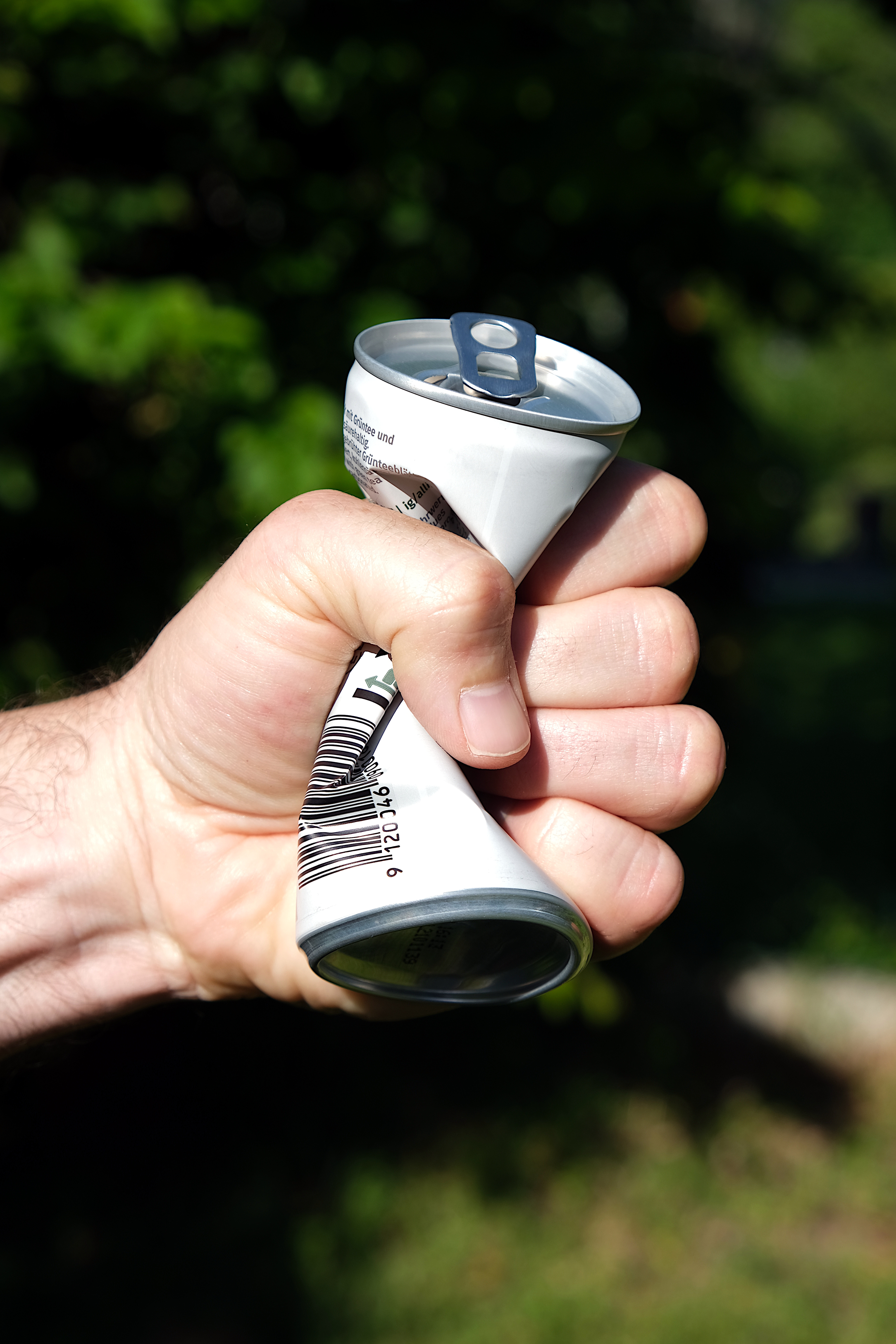

물리학에서의 압축(compression)은 힘으로 찌그러지는 것이다.

## 예시
- 캔의 찌그러짐
- 페트병의 찌그러짐
- 재활용 센터

## 생기는 이유
물체에 물리적 힘을 가했을 때 물체가 복원력을 잃을 때 생긴다.

## 같이 보기
- 물리학
- 재활용
- 압축